# Judíos Contra Difamación Anticristiana
Judíos Contra Difamación Anticristiana o Jews Against Anti-Christian Defamation (JAACD) —según su denominación oficial en inglés— es un grupo de presión fundado en 2005 por el periodista estadounidense Don Feder en los Estados Unidos formado para combatir el prejuicio contra el Cristianismo, en la industria cinematográfica, medios de comunicación, mundo académico, en la política y en los estrados judiciales de los Estados Unidos.